# Škoda Scala
Škoda Scala är en personbil i mindre mellanklassen, tillverkad 2019-. Den bygger på MQB A0-plattformen, liksom t ex Volkswagen Polo  och Seat Ibiza, men är något större än dessa bilar och marknadsförs som ett alternativ till bilar som Ford Focus och Volkswagen Golf. Den kilar på så sätt in sig mellan Fabia och Octavia i modellprogrammet både pris- och storleksmässigt.
Motorerna som erbjuds i Scala är tre- och fyrcylindriga bensinmotorer från VAG:s utbud.